# Митніку-Маре
Митніку-Маре (рум. Mâtnicu Mare) — село у повіті Караш-Северін в Румунії. Входить до складу комуни Константін-Дайковічу.
Село розташоване на відстані 334 км на захід від Бухареста, 29 км на північний схід від Решиці, 74 км на схід від Тімішоари.

## Населення
За даними перепису населення 2002 року у селі проживали 438 осіб, з них 437 осіб (99,8%) румунів. Рідною мовою 437 осіб (99,8%) назвали румунську.